# Walter Kolm-Veltée
Walter Kolm-Veltéè (Vienna, 27 dicembre 1910 – Vienna, 8 marzo 1999) è stato un regista austriaco.

## Biografia
Figlio del regista Luise Fleck, nella sua carriera, che si estende dal 1933 al 1959, dirige nove film. Nel 1952 fonda la prima accademia cinematografica austriaca presso l'Università per la musica e le arti interpretative di Vienna.

## Filmografia
- Unser Kaiser (1933)
- Der Wilderer vom Egerland (1934)
- Csardas (1935)
- Eroica (1949)
- Franz Schubert (Franz Schubert – Ein Leben in zwei Sätzen) (1953)
- Don Giovanni (1955)
- Wiener Luft (1958)
- Auch Männer sind keine Engel (1959)
- La ballata dei sette peccati (Panoptikum 59) (1959)

## Premi e riconoscimenti
Festival internazionale del cinema di Berlino
- 1959: - Nominato all'Orso d'oro per La ballata dei sette peccati (Panoptikum 59)

Festival di Cannes
- 1949: - Nominato al Gran premio del Festival per Eroica